# Carl Wetzel
Carl Wetzel (* 12. prosince 1938, Detroit) je bývalý americký hokejový brankář. Vystřídal množství klubů, začínal v juniorských Hamilton Tiger Cubs, v NHL odchytal dva zápasy za Detroit Red Wings v sezóně 1964/65 a pět zápasů za Minnesota North Stars v sezóně 1967/68, ve WHA nastoupil v jediném zápase za Minnesota Fighting Saints v roce 1973. Většinu kariéry však strávil putováním po farmářských klubech v nižších ligách IHL a CPHL, končil v rakouském EC Kitzbühel. V roce 1968 získal Calderův pohár s týmem Rochester Americans. Za americkou hokejovou reprezentaci hrál na mistrovství světa v ledním hokeji 1967, kde jeho tým obsadil 5. místo a Wetzel byl vyhlášen nejlepším gólmanem turnaje, pak na mistrovství světa v ledním hokeji 1970, kde pomohl Američanům k postupu ze skupiny B, a na mistrovství světa v ledním hokeji 1971 (šesté místo a sestup z elitní skupiny). V letech 1987 až 1988 byl asistentem trenéra v Minnesota North Stars.